# Święty Roch (wzgórze)
Święty Roch, lub Wzgórze Świętego Rocha (cz. Svatý Roch) – wzgórze w czeskiej części Gór Opawskich, w Sudetach Wschodnich, o wysokości 472 m n.p.m. Położone na południe od granicy polsko-czeskiej, pomiędzy Wieszczyną w Polsce i Jindřichovem w Czechach, na południowy zachód od Prudnika.

## Geografia
Jest to charakterystyczne wzgórze z kępą lasu na szczycie. Położone koło Wieszczyny, pomiędzy Długotą i masywem Biskupiej Kopy. Stokiem wzgórza przebiega asfaltowa droga z Wieszczyny do Jindřichova. Na stokach wzniesienia znajdują się rozległe łąki z widokami na Góry Opawskie.

## Historia
Na wierzchołku od 1688 znajdowała się kaplica Matki Bożej, zbudowana prawdopodobnie jako wotum dziękczynne po ustaniu epidemii. Stanowiła miejsce pielgrzymkowe. Została rozbudowana w 1728. Nie istniała już na początku XX wieku.
14 stycznia 1779 doszło do bitwy o Świętego Rocha, w której pięciuset austriackich żołnierzy broniących wzgórza, dało odpór 12-tysięcznej armii pruskiej. Bitwa dała początek tzw. „wojny kartoflanej” na ówczesnym pograniczu austriacko-pruskim. 14 batalionów i 30 szwadronów Prusaków z licznymi działami, pod dowództwem generała Wunsche rozmieściło się przed Zlatymi Horami, na przedmieściach od strony Rožmitálu, byłej cegielni i Ondřejovic. Przeciw nim stały na Świętym Rochu 2 bataliony pułku Langloisa z 8 działami. Od Owczej Góry przy Ondřejovicach po Biskupią Kopę rozłożyły się ochotnicze oddziały austriackie i jeden oddział Chorwatów, które miały chronić wzgórze przed okrążeniem. W początkowej fazie bitwy Prusacy zdobyli miasto, rozwinęli swoje skrzydła i zaczęli ostrzeliwać Świętego Rocha. Bombardowanie góry nie przyniosło żadnego rezultatu, za to celne strzały obrońców wzgórza uczyniły wielkie straty wśród pruskich wojsk, zwłaszcza tych, które wkroczyły na siodło pomiędzy kaplicą, a Biskupią Kopą. Zlodowaciałe, śliskie stoki góry były nie do zdobycia dla Prusaków. Po bezskutecznym ostrzale, wojska pruskie zwróciły główne uderzenie na lewe skrzydło austriackie. Gdy okazywało się, że Austriacy będą musieli ustąpić, na pomoc przyszły 4 kompanie pułku Langloisa, które zmusiły nieprzyjaciela do odwrotu. Prusacy wycofali się w kierunku Nysy. Zginęło około 1000 Prusaków, z drugiej strony było 6 martwych i kilku rannych.

## Turystyka
W pobliżu Świętego Rocha przebiega szlak turystyczny:
- Wieszczyna – przełęcz pod Zamkową Góra (5 km): Wieszczyna – Las Rosenau – Przełęcz pod Zamkową Górą (508 m n.p.m.)